# Narcissus obsoletus
Narcissus obsoletus là một loài thực vật có hoa trong họ Amaryllidaceae. Loài này được (Haw.) Spach mô tả khoa học đầu tiên năm 1846.